# Graciela Aranis
Graciela Aranis, gelegentlich Graciela Aranis-Valivia oder Graciela Aranis-Brignoni, (* 6. Oktober 1908 in Santiago de Chile; † 12. Dezember 1996 in Bern, Schweiz; heimatberechtigt in Breno) war eine chilenische Malerin. Bekannt wurde sie auch mit ihrem Pseudonym Chela Aranis.

## Leben
Aranis entstammte einer wohlhabenden Familie, die Malerin María Aranis (1903–1966) war ihre ältere Schwester.
Aranis besuchte in ihrer Heimatstadt die Escuela de Bellas Artes und war dort unter anderem die Schülerin von Ricardo Richon Brunet. Später konnte sie mit Hilfe ihres Lehrers an die Universidad de Chile wechseln, um dort Malerei bei Juan Francisco González zu studieren.
Anfang 1929 reiste Aranis nach Frankreich um in Paris an der Académie Scandinave Schülerin von André Lhote und Marcel-Lenoir zu werden. Ihre Lehrer zeigten sich begeistert und stellten ihr in Aussicht, noch im selben Jahr einige ihrer Bilder auf der Exposició Internacional de Barcelona zu zeigen. Dieses Vorhaben zerschlug sich, dafür ergab sich aber die Möglichkeit, ebenfalls noch 1929 diese Bilder auf der Exposición Iberoamericana in Sevilla auszustellen.
1935 heiratete Aranis in Paris den Schweizer Maler Serge Brignoni und ließ sich zusammen mit ihm in Montmartre nieder. Im Frühjahr 1940 nutzte das Ehepaar eine der letzten Möglichkeiten um in die Schweiz zu reisen. Sie ließen sich in Bern nieder und blieben dort bis an ihr Lebensende. Aranis starb im Alter von 88 Jahren. Ihr Ehemann überlebte sie um mehr als fünf Jahre.
Aranis stellte u. a. im Kunsthaus Zürich, Kunstmuseum Solothurn, Bündner Kunstmuseum, Kunsthalle Bern und im Helmhaus in Zürich ihre Werke aus.